# A562 Mette-Miljø
A562 Mette-Miljø er det første af de to mindre miljøskibe af Seatruck-klassen. Skibet blev lavet i Esbjerg i slutningen af 1970'erne og færdiggjort på Nykøbing Mors Værft. Det fungerede under miljøministeriet frem til 1996 hvor det blev overført til Søværnet som følge af forsvarsforliget. Mette-Miljø hører organisatorisk under division 16 (1. miljødivision) i 1. eskadre. Skibet er malet i orangerøde og cremede farver for at markere dets civile opgaver.